# Kościół św. Bartłomieja Apostoła w Szczekocinach
Kościół świętego Bartłomieja Apostoła – rzymskokatolicki kościół parafialny należący do dekanatu szczekocińskiego diecezji kieleckiej.
Obecna świątynia została wybudowana w XVII wieku, Budowla została konsekrowana w 1666 roku, następnie została gruntownie przebudowana około 1780 roku dzięki staraniom Urszuli z Morsztynów Dembińskiej. Świątynia jest murowana, składa się z prostokątnej nawy i równego prezbiterium. Do budowli przylega kaplica północna dostawiona w 1678 roku, i kaplica południowa z 1892 roku. W czasie drugiej wojny światowej świątynia została zniszczona, odbudowano ją po wojnie. W 1991 roku zostały poddane zabiegom konserwatorskim umieszczony w świątyni rzeźby i ołtarze, zostało poddane przebudowie prezbiterium. W barokowym wnętrzu w ołtarzu głównym są umieszczone obrazy Matki Bożej z Dzieciątkiem Jezus, św. Bartłomieja i św. Stanisława Biskupa Męczennika. W kaplicy bocznej Jest umieszczone rodzinne epitafium Dembińskich – późniejszych właścicieli Szczekocin.
Budynek dawnej plebanii przy placu Panny Marii 5 został wpisany do rejestru zabytków 5 grudnia 2019 (nr rej. A/583/2019). Kościół wpisano do rejestru zabytków pod numerem A/655/2020.